# Anggun
Anggun Cipta Sasmi (Giacarta, 29 aprile 1974) è una cantautrice indonesiana naturalizzata francese.
Nel corso della sua carriera ha cantato in indonesiano, francese, inglese (tutte lingue che padroneggia con grande facilità) e anche in italiano. Il suo più grande successo è il brano Snow on the Sahara (1997), che ha scalato le classifiche di molte nazioni asiatiche, europee e anche americane. L'omonimo album da cui è tratto il singolo è stato invece premiato con numerosi dischi d'oro e di platino.

## Biografia
Figlia di Darto Singo, famoso cantante e produttore discografico indonesiano, e della duchessa Dien Herdina, appartenente alla famiglia reale di Yogyakarta. Il suo nome completo significa "grazia nata da un sogno" in balinese. Nonostante fosse musulmana, Anggun fu mandata in una scuola cattolica affinché le venisse impartita una migliore istruzione. All'età di 7 anni iniziò a recepire elementi di teoria musicale da suo padre. Anggun ha inciso il primo album a soli 9 anni. A 17 era già una delle maggiori star indonesiane, grazie anche al forte appoggio economico paterno, e a 19 anni decise di lasciare il Paese natìo per cercare il successo in Europa.
Dopo un periodo di permanenza a Londra, si recò a Parigi, dove incontrò Erick Benzi che, apprezzando il suo talento, le propose di incidere un album. Benzi la convinse a sperimentare uno stile romantico e sensuale: il discografico chiamò quindi uno dei principali giovani compositori di sua conoscenza, il frontman e leader dei già famosi Hooverphonic, Alex Callier, per scriverle dieci brani da inserire in un disco.
Nacque così l'album Snow on the Sahara, che ottenne subito un grande successo sia in Francia sia nella nativa Indonesia, e successivamente in gran parte del mondo. Al momento dell'uscita e per ragioni commerciali, Anggun incise sia in inglese sia in francese, dando alla luce quindi due versioni di ciascun album. Anche il secondo, Chrysalis, ottenne un ottimo successo internazionale, seppur non arrivando ai milioni di copie vendute del precedente. Tutte le sue canzoni sono state, dopo il primo album, scritte e prodotte da lei appoggiandosi per la sola distribuzione all'etichetta Warner Music.
Il singolo Snow on the Sahara diventò una hit internazionale nel 1997, rendendo Anggun la prima cantante asiatica mondiale. L'album arrivò a vendere oltre un milione di copie solo tra Europa e Indonesia in pochi mesi ed è ancora oggi il maggior successo della storia per un cantante asiatico fuori dal proprio continente. Nel 2000 si esibì di fronte a papa Giovanni Paolo II nel Concerto di Natale cantando Have Yourself A Merry Little Christmas.
Pavarotti la invitò a duettare nel suo famoso show Pavarotti & Friends con il celeberrimo brano Caruso.

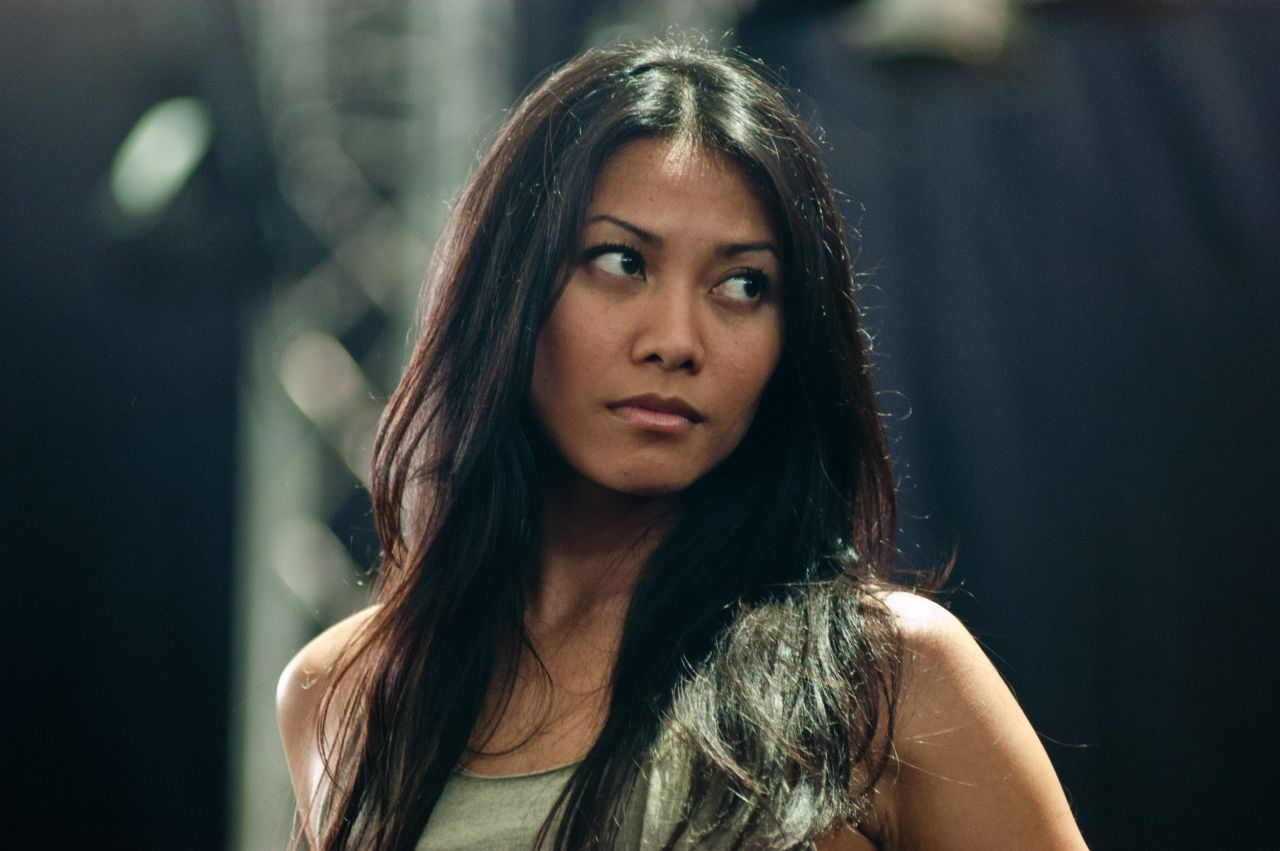
Anggun alla Fête de l'Espoir, Ginevra, Svizzera, nel maggio 2005

Nel 2003 Anggun duettò con Piero Pelù in Amore immaginato, brano che mantenne le prime posizioni nelle classifiche italiane per più di due mesi, e con Zucchero Fornaciari in World per il progetto a sfondo benefico Gaia. Nel 2005 arrivò un nuovo album, intitolato Luminescence il quale, a differenza dei precedenti, presenta lo stesso titolo sia in inglese sia in francese. Nella versione francese si trova il brano Être Une Femme, girato a Barcellona e trasmesso dalla televisione francese alla fine del 2004.
L'8 ottobre 2005 Anggun duettò con Peter Gabriel in occasione del concerto di beneficenza "Youssou N'Dour & Friends united against malaria", organizzato dall'ONU che si è  tenuto a Ginevra, cantando il brano Don't Give Up.
Numerosi sono stati i suoi duetti live con Charles Aznavour e Andrea Bocelli, che la dichiararono tra le migliori cantanti dei nostri tempi.
Il 16 ottobre 2009 Anggun è stata nominata "Ambasciatrice di buona volontà" dell'Organizzazione per l'Alimentazione e l'Agricoltura delle Nazioni Unite (FAO).
Il 26 giugno 2011, in occasione della nomina di José Graziano Da Silva come Direttore Generale della FAO, ha realizzato un video appello per ActionAid Italia per promuovere il lavoro delle donne nell'agricoltura. L'anno successivo ha cantato all'Earth Day 2012 in Italia, tenutosi al Palapartenope di Napoli il 22 aprile. Scelta da France 3, ha rappresentato la Francia all'Eurovision Song Contest 2012 a Baku con il brano Echo (You and I), classificandosi ventiduesima.
Nel 2016 la collaborazione con il gruppo Enigma per l'ottavo album The Fall of a Rebel Angel, uscito 11 novembre, vede Anggun come prima voce nelle seguenti canzoni: Amen, Mother, Sadeness (Part II) e Oxygen Red.
Nel settembre 2016 ha ricevuto le chiavi della città di Firenze.
Anticipato dal singolo What We Remember, nel dicembre 2017 ha pubblicato il suo ottavo album internazionale, intitolato appunto 8.
Attualmente è impegnata come giudice in talent show principalmente francesi come The Mask Singer, il più seguito, come testimonial internazionale del brand Panténe ed Audemars Piguet ed è costantemente invitata a esibirsi live per le maggiori manifestazioni musicali del mondo.
Nel 2024 interpreta il ruolo di Maddalena nel musical cult Jesus Christ Superstar produzione del Teatro Sistina e regia di Massimo Romeo Piparo.

## Vita privata
Anggun si è sposata quattro volte. Nel 1992, a soli diciotto anni, si è unita in matrimonio con l’ingegnere francese Michel Georgea, divenuto poi suo manager; la famiglia, però, sembra fosse contraria a questo matrimonio data la giovane età della cantante. Dal 2004 al 2006 è stata sposata con l'imprenditore Olivier Maury, a cui è subentrato poi lo scrittore francese Cyril Montana: da questo terzo matrimonio ha avuto una figlia, Kirana, nata l'8 novembre 2007. Attualmente Anggun è sposata con il fotografo, architetto e produttore Warner francese Christian Kretschmar e vive dividendosi tra Parigi e Montréal, in Canada. Oltre all'indonesiano, parla correttamente inglese e francese.

## Discografia

### Album in studio
- 1986 – Dunia Aku Punya
- 1991 – Anak Putih Abu Abu
- 1992 – Nocturno
- 1993 – Anggun C. Sasmi... Lah!!!
- 1998 – Snow on the Sahara (in inglese) / Au nom de la lune (in francese)
- 2000 – Chrysalis (in inglese) / Désirs contraires (in francese)
- 2005 – Luminescence
- 2008 – Elevation (in inglese) / Élévation (in francese)
- 2011 – Echoes (in inglese) / Échos (in francese)
- 2015 – Toujours un ailleurs
- 2017 – 8

### Colonne sonore
- 2002 – Open Hearts

### Raccolte
- 1994 – Yang Hilang
- 2007 – Best Of
- 2013 – Best-Of: Design of a Decade 2003-2013

### Singoli
- 1997 – Neige au Sahara
- 1997 – La Rose des vents
- 1997 – Au nom de la Lune
- 1997 – La Ligne des sens
- 1997 – Snow on the Sahara
- 1998 – A Rose in the Wind
- 2000 – Un Geste d'amour
- 2000 – Derrière la porte
- 2000 – Still Reminds Me
- 2000 – Chrysalis
- 2002 – Summer in Paris (con DJ Cam)
- 2002 – Deep Blue Sea (con Deep Forest)
- 2002 – Amore immaginato (con Piero Pelù)
- 2003 – World (con Zucchero)
- 2005 – In Your Mind/Être une femme
- 2005 – Undress Me
- 2005 – Savior/Cesse la pluie
- 2007 – I'll Be Alright/Juste avant toi
- 2008 – Si tu l'avoues
- 2008 – Crazy
- 2008 – Jadi milikmu
- 2008 – Si je t'emmène
- 2008 – My Man
- 2012 – Echo (You and I)
- 2016 – Sadeness (Part II) (con gli Enigma)